# Estérençuby
Estérençuby ([ɛsteʁɛ̃sybi] ; en basque : Ezterenzubi) est une commune française, située dans le département des Pyrénées-Atlantiques en région Nouvelle-Aquitaine.
Le gentilé est Ezterenzubitar,.

## Géographie

### Localisation
La commune d'Estérençuby se trouve dans le département des Pyrénées-Atlantiques, en région Nouvelle-Aquitaine et est frontalière avec l'Espagne (Communauté forale de Navarre).
Elle se situe à 129 km par la route de Pau, préfecture du département, à 64 km de Bayonne, sous-préfecture, et à 53 km de Mauléon-Licharre, bureau centralisateur du canton de Montagne Basque dont dépend la commune depuis 2015 pour les élections départementales.
La commune fait en outre partie du bassin de vie de Saint-Jean-Pied-de-Port.
Les communes les plus proches sont : 
Saint-Michel (4,1 km), Aincille (4,5 km), Caro (5,1 km), Lecumberry (5,5 km), Ahaxe-Alciette-Bascassan (5,7 km), Mendive (6,0 km), Saint-Jean-le-Vieux (6,8 km), Béhorléguy (6,8 km).
Sur le plan historique et culturel, Estérençuby fait partie de la province de la Basse-Navarre, un des sept territoires composant le Pays basque,. La Basse-Navarre en est la province la plus variée en ce qui concerne son patrimoine, mais aussi la plus complexe du fait de son morcellement géographique. Depuis 1999, l'Académie de la langue basque ou Euskalzaindia divise la Basse-Navarre en six zones,. La commune est dans le Pays de Cize (Garazi), au sud-est de ce territoire.

### Communes limitrophes
Les communes limitrophes sont Ahaxe-Alciette-Bascassan, Aincille, Lecumberry, Saint-Michel et Orbaizeta.
|              | Aincille            | Ahaxe-Alciette-Bascassan |
| Saint-Michel | Estérençuby         | Lecumberry               |
|              | Orbaizeta (Espagne) |                          |

### Paysages et relief
L'Errozate (ou Errosate), 1345 m, est un mont situé sur les communes d'Estérençuby et de Lecumberry.
l'Okabe, 1456 m, est un mont accessible depuis Estérençuby ou la forêt d'Iraty.
Le col Bagargui (Bagargi) est situé dans la forêt d'Iraty. Il s'élève à 1327 m. On y accède par Estérençuby à 29,5 km, par la côte de Larrau à 8,8 km ou depuis le col de Burdincurutcheta.
La grotte d'Harpea, un abri sous roche proche de la frontière espagnole.

### Hydrographie

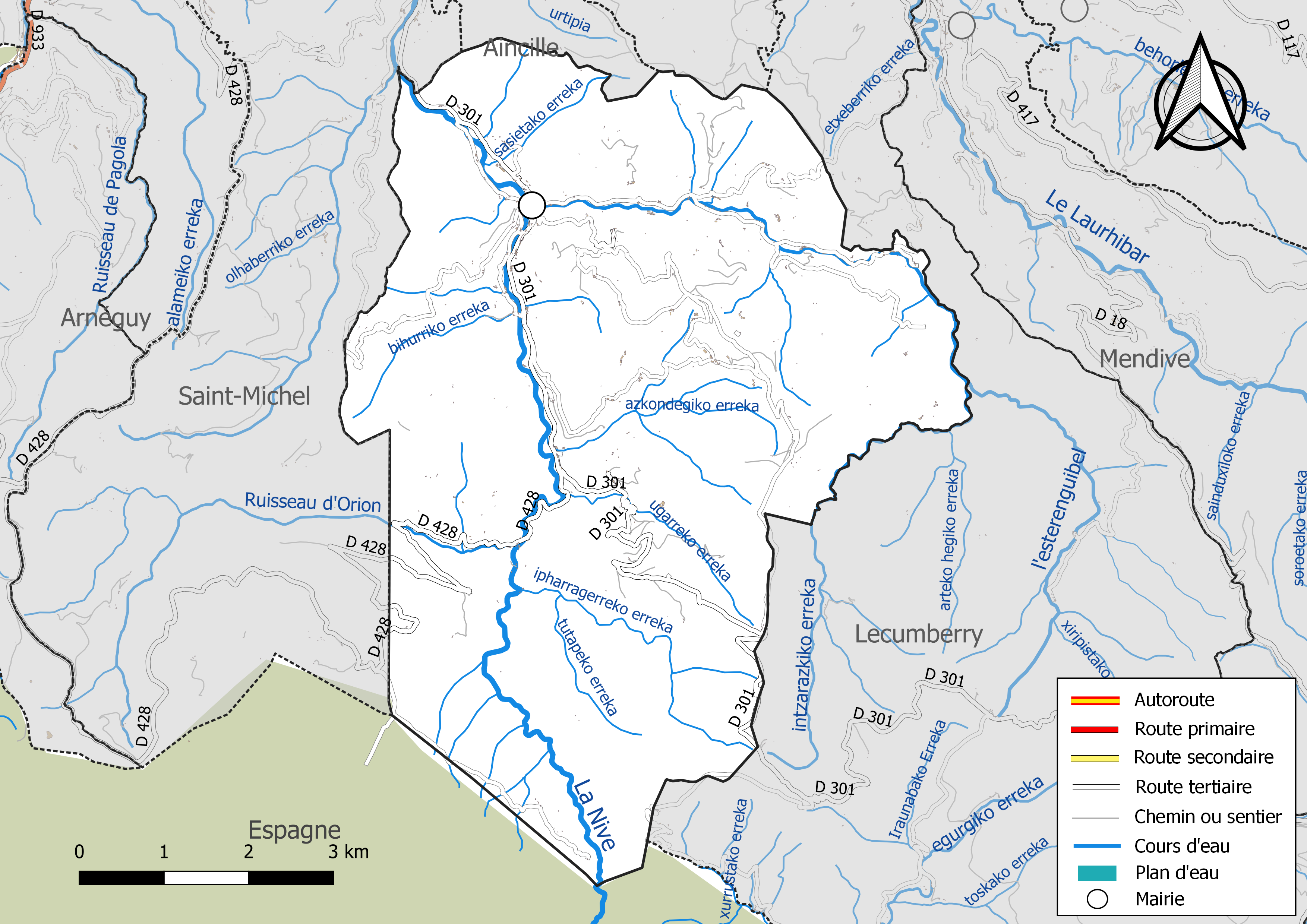
Réseaux hydrographique et routier d'Estérençuby.

La commune est drainée par la Nive, l'Ampro ou Esterenguibel, Intzarrazquyko erreka, le ruisseau d'Orion, Ahuntzarryko erreka, Azkondéguiko erreka, Harruskoriko erréka, Indabordako erreka, Iparraguerréko erreka, le ruisseau Apalimalda, le ruisseau de Bihurry, Sassitako erreka, Teilleryko erreka, Toutapéko erreka, et par divers petits cours d'eau, constituant un réseau hydrographique de 63 km de longueur totale,.
La Nive, d'une longueur totale de 79,3 km, naît au pied du Mendi Zar (1 323 m), au-delà de la frontière espagnole, sous le nom de Harpeko erreka, et s'écoule du sud-est vers le nord-ouest. Elle traverse la commune et se jette dans l'Adour à Bayonne, après avoir traversé 20 communes.
L'Ampro ou Esterenguibel, d'une longueur totale de 12,2 km, prend sa source dans la commune de Lecumberry et s'écoule du sud-est vers le nord-ouest. Il traverse la commune et se jette dans la Nive à Estérençuby.

### Climat
Pour des articles plus généraux, voir Climat de la Nouvelle-Aquitaine et Climat des Pyrénées-Atlantiques.
Historiquement, la commune est exposée à un micro climat océanique basque.  
En 2020, Météo-France publie une typologie des climats de la France métropolitaine dans laquelle la commune est exposée à un climat de montagne et est dans la région climatique Pyrénées atlantiques, caractérisée par une pluviométrie élevée (>1 200 mm/an) en toutes saisons, des hivers très doux (7,5 °C en plaine) et des vents faibles.
Pour la période 1971-2000, la température annuelle moyenne est de 12,9 °C, avec une amplitude thermique annuelle de 12,2 °C. Le cumul annuel moyen de précipitations est de 1 765 mm, avec 11,8 jours de précipitations en janvier et 10,8 jours en juillet. Pour la période 1991-2020, la température moyenne annuelle observée sur la station météorologique la plus proche, située sur la commune de Mendive à 5 km à vol d'oiseau, est de 14,1 °C et le cumul annuel moyen de précipitations est de 1 523,7 mm,. Pour l'avenir, les paramètres climatiques de la commune estimés pour 2050 selon différents scénarios d’émission de gaz à effet de serre sont consultables sur un site dédié publié par Météo-France en novembre 2022.

### Milieux naturels et biodiversité

#### Réseau Natura 2000
Le réseau Natura 2000 est un réseau écologique européen de sites naturels d'intérêt écologique élaboré à partir des Directives « Habitats » et « Oiseaux », constitué de zones spéciales de conservation (ZSC) et de zones de protection spéciale (ZPS).
Deux sites Natura 2000 ont été définis sur la commune au titre de la « directive Habitats », : 
- « la Nive », d'une superficie de 9 473 ha, un des rares bassins versants à accueillir l'ensemble des espèces de poissons migrateurs du territoire français, excepté l'Esturgeon européen[26] ;
- les « montagnes de Saint-Jean-Pied-de-Port », d'une superficie de 11 760 ha, une montagne à estives, espaces pastoraux d’altitude (au-dessus de 800–900 m) ouverts sur de vastes étendues[27] ;

et une au titre de la « directive Oiseaux », : 
- la « haute Cize : Pic d'Herrozate et forêt d'Orion », d'une superficie de 6 374 ha[28].

#### Zones naturelles d'intérêt écologique, faunistique et floristique
L’inventaire des zones naturelles d'intérêt écologique, faunistique et floristique (ZNIEFF) a pour objectif de réaliser une couverture des zones les plus intéressantes sur le plan écologique, essentiellement dans la perspective d’améliorer la connaissance du patrimoine naturel national et de fournir aux différents décideurs un outil d’aide à la prise en compte de l’environnement dans l’aménagement du territoire.
Deux ZNIEFF de type 1 sont recensées sur la commune, : 
la « grotte de Mikelauenzilo et alentours » (7 568,16 ha), couvrant 7 communes du département et 
la « Haute Cize : forêt d'Orion et sommet d'Erozate » (2 703,85 ha), couvrant 4 communes du département
et deux ZNIEFF de type 2,, : 
- les « montagnes de Saint-Jean-Pied-de-Port » (14 133,83 ha), couvrant 9 communes du département[32] ;
- le « réseau hydrographique des Nives » (3 596,23 ha), couvrant 33 communes du département[33].

## Urbanisme

### Typologie
Au 1er janvier 2024, Estérençuby est catégorisée commune rurale à habitat très dispersé, selon la nouvelle grille communale de densité à sept niveaux définie par l'Insee en 2022.
Elle est située hors unité urbaine. Par ailleurs la commune fait partie de l'aire d'attraction de Saint-Jean-Pied-de-Port, dont elle est une commune de la couronne,. Cette aire, qui regroupe 22 communes, est catégorisée dans les aires de moins de 50 000 habitants,.

### Occupation des sols

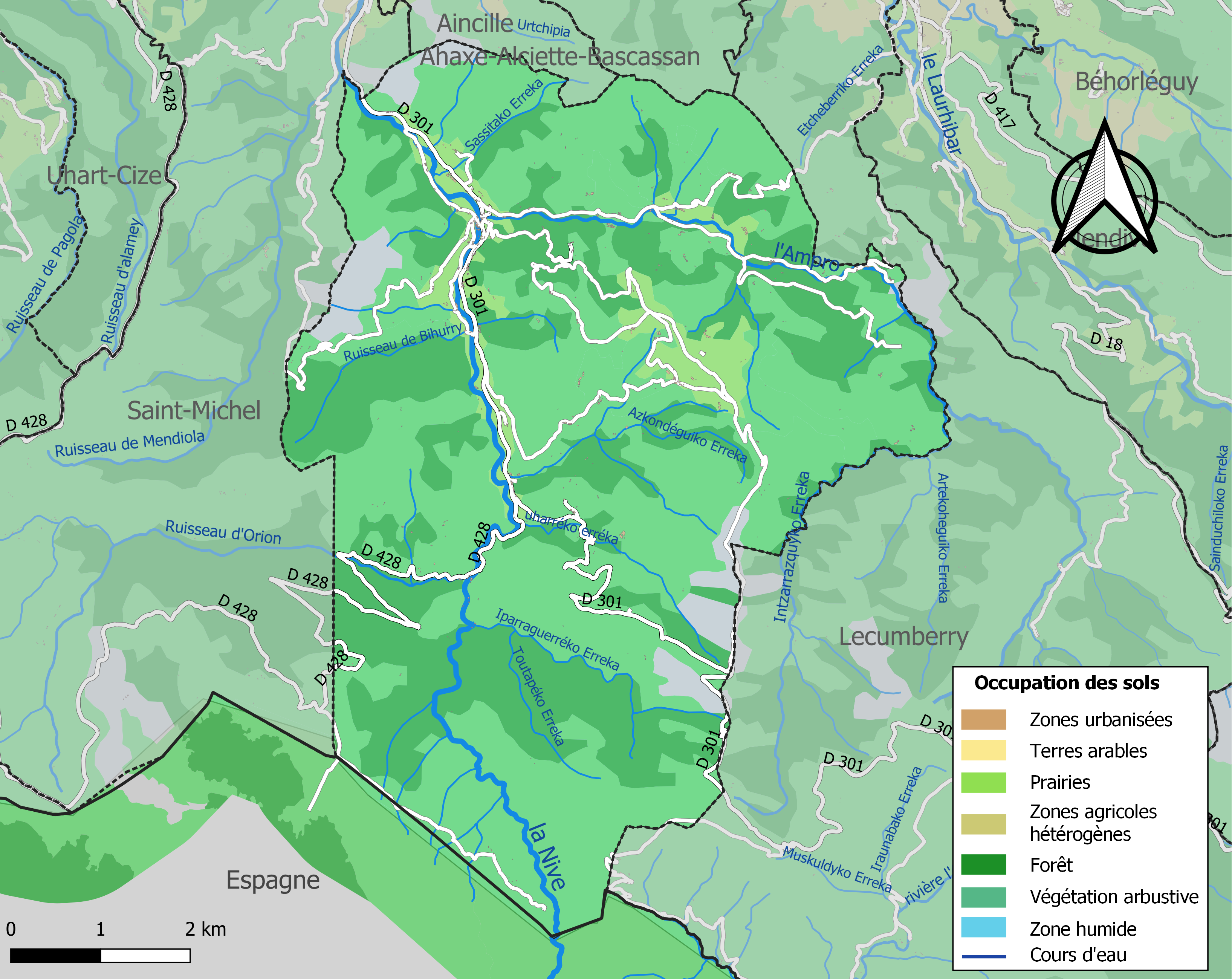
Carte des infrastructures et de l'occupation des sols de la commune en 2018 (CLC).

L'occupation des sols de la commune, telle qu'elle ressort de la base de données européenne d’occupation biophysique des sols Corine Land Cover (CLC), est marquée par l'importance des forêts et milieux semi-naturels (93,8 % en 2018), une proportion sensiblement équivalente à celle de 1990 (94 %). La répartition détaillée en 2018 est la suivante : 
milieux à végétation arbustive et/ou herbacée (58,4 %), forêts (31,7 %), prairies (6,2 %), espaces ouverts, sans ou avec peu de végétation (3,7 %). L'évolution de l’occupation des sols de la commune et de ses infrastructures peut être observée sur les différentes représentations cartographiques du territoire : la carte de Cassini (XVIIIe siècle), la carte d'état-major (1820-1866) et les cartes ou photos aériennes de l'IGN pour la période actuelle (1950 à aujourd'hui).

### Lieux-dits et hameaux
- Beherobie
- Estérenguibel
- Etchébarnéa
- Jauberria
- Mendiburua
- Ottarenia
- Phagalcette
- Zubialdea

### Voies de communication et transports
Estérençuby est desservie par la route départementale D301.

### Risques majeurs
Le territoire de la commune d'Estérençuby est vulnérable à différents aléas naturels : météorologiques (tempête, orage, neige, grand froid, canicule ou sécheresse), inondations, feux de forêts, mouvements de terrains et séisme (sismicité moyenne). Il est également exposé à un risque particulier : le risque de radon. Un site publié par le BRGM permet d'évaluer simplement et rapidement les risques d'un bien localisé soit par son adresse soit par le numéro de sa parcelle.

#### Risques naturels
Certaines parties du territoire communal sont susceptibles d’être affectées par le risque d’inondation par une crue torrentielle ou à montée rapide de cours d'eau, notamment l'Esterenguibel et la Nive. La commune a été reconnue en état de catastrophe naturelle au titre des dommages causés par les inondations et coulées de boue survenues en 1982, 1983, 1992, 1999, 2007, 2009, 2011 et 2014,.
Estérençuby est la commune française la plus exposée au risque de feu de forêt : entre 2008 et 2024, 8.2% de son territoire a brûlé chaque année en moyenne. En 2020, le premier plan de protection des forêts contre les incendies (PDPFCI) a été adopté pour la période 2020-2030. La réglementation des usages du feu à l’air libre et les obligations légales de débroussaillement dans le département des Pyrénées-Atlantiques font l'objet d'une consultation de public ouverte du 16 septembre au 7 octobre 2022,.
Les mouvements de terrains susceptibles de se produire sur la commune sont des affaissements et effondrements liés aux cavités souterraines (hors mines). Afin de mieux appréhender le risque d’affaissement de terrain, un inventaire national permet de localiser les éventuelles cavités souterraines sur la commune.

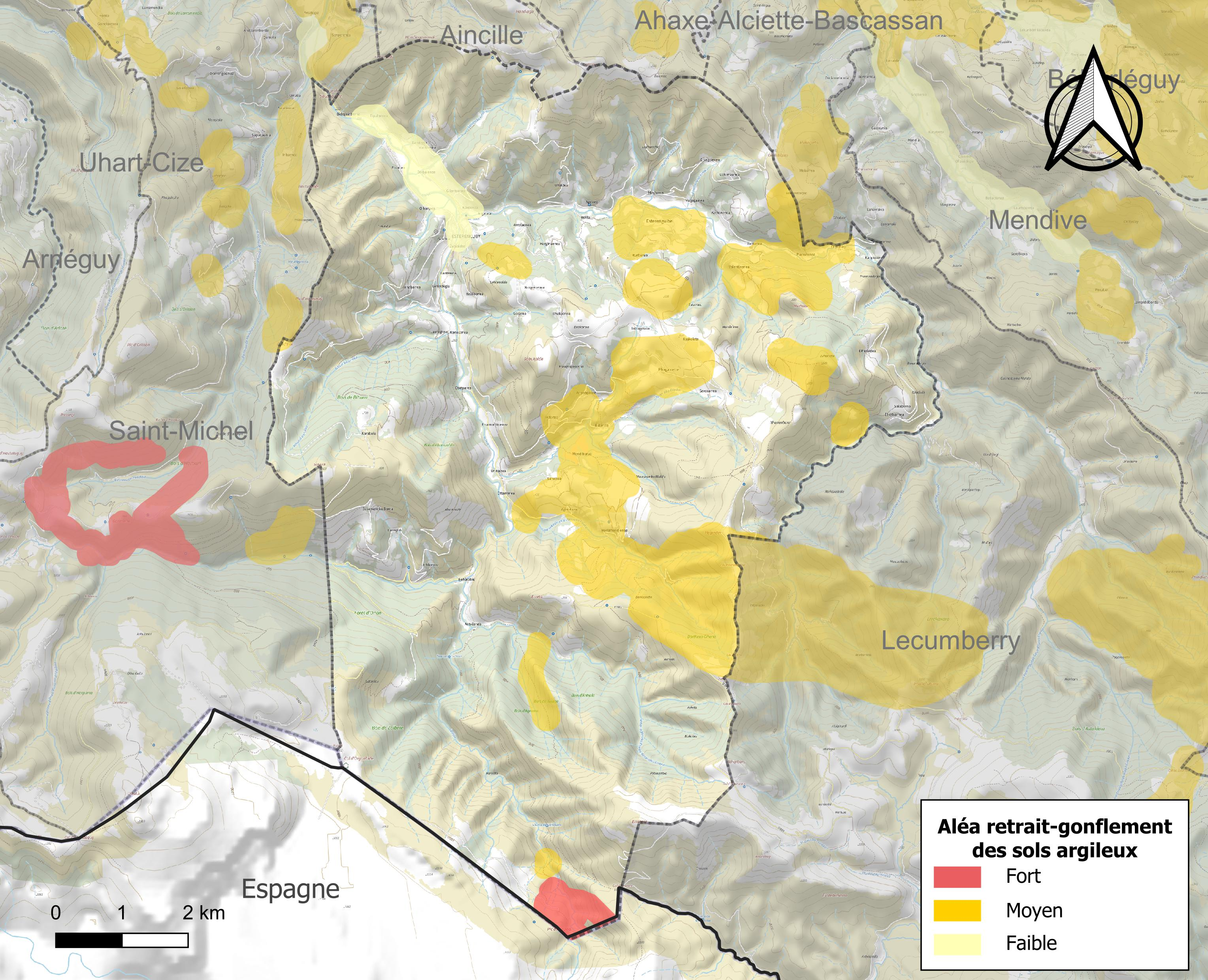
Carte des zones d'aléa retrait-gonflement des sols argileux d'Estérençuby.

Le retrait-gonflement des sols argileux est susceptible d'engendrer des dommages importants aux bâtiments en cas d’alternance de périodes de sécheresse et de pluie. 16,4 % de la superficie communale est en aléa moyen ou fort (59 % au niveau départemental et 48,5 % au niveau national). Depuis le 1er octobre 2020, en application de la loi ELAN, différentes contraintes s'imposent aux vendeurs, maîtres d'ouvrages ou constructeurs de biens situés dans une zone classée en aléa moyen ou fort,.
Concernant les mouvements de terrains, la commune a été reconnue en état de catastrophe naturelle au titre des dommages causés par des mouvements de terrain en 2009 et 2014 et par des glissements de terrain en 1990.

#### Risque particulier
Dans plusieurs parties du territoire national, le radon, accumulé dans certains logements ou autres locaux, peut constituer une source significative d’exposition de la population aux rayonnements ionisants. Selon la classification de 2018, la commune d'Estérençuby est classée en zone 2, à savoir zone à potentiel radon faible mais sur lesquelles des facteurs géologiques particuliers peuvent faciliter le transfert du radon vers les bâtiments.

## Toponymie

### Graphie basque
Son nom basque actuel est Ezterenzubi. Il signifie "pont de la gorge".

## Histoire
Les hameaux d'Estérençuby, Estérenguibel et Pagalcette furent peuplés par des habitants du pays de Cize qui construisirent diverses bordes à ces endroits qui correspondaient aux terres indivises entre les communes d’Ahaxe, Aincille, Alciette-Bascassan, Bustince-Iriberry, Çaro, Lecumberry, Mendive, Saint-Jean-le-Vieux et Saint-Michel, chaque maison dépendant de la commune d'origine.
Le 11 juin 1842, les habitants obtinrent la constitution en commune.

## Héraldique
| Blason de Estérençuby | Blason  | De sinople à un pont à une arche au naturel maçonné de sable posé sur une mer d’argent en pointe, sommé d’une montagne du même et accompagné en chef de quatre étoiles d’or en fasce. |
| Blason de Estérençuby | Détails | Le statut officiel du blason reste à déterminer. |

## Politique et administration
| Période                                  | Période  | Identité                 | Étiquette | Qualité                     |
| ---------------------------------------- | -------- | ------------------------ | --------- | --------------------------- |
| 1842                                     | 1848     | Jean-Gratien Tristantene |           |                             |
| 1848                                     | 1856     | Jean Inda                |           |                             |
| 1856                                     | 1858     | Bertrand Jaureguiberry   |           |                             |
| 1858                                     | 1860     | Jean Biscaichipy         |           |                             |
| 1860                                     | 1865     | Baptiste Etcharren       |           |                             |
| 1865                                     | 1878     | Jean-Baptiste Etcharren  |           |                             |
| 1878                                     | 1892     | Jean Inda                |           |                             |
| 1892                                     | 1900     | Jean Biscaichipy         |           |                             |
| 1900                                     | 1909     | Bernard Irola            |           |                             |
| 1909                                     | 1914     | Bernard-Jean Irola       |           |                             |
| 1914                                     | 1918     | Dominique Tihista        |           |                             |
| 1918                                     | 1919     | Bernard Irola            |           |                             |
| 1919                                     | 1929     | Arnaud Etchamendy        |           |                             |
| 1929                                     | 1944     | Jean Manex Etchamendy    |           | Berger-agriculteur-écrivain |
| 1944                                     | 1945     | Jean Irigaray            |           |                             |
| 1945                                     | 1971     | Jean-Baptiste Etchamendy |           |                             |
| 1971                                     | 2008     | François Larramendy      | UMP       |                             |
| 2008                                     | En cours | Jean-Louis Poydessus     |           |                             |
| Les données manquantes sont à compléter. |          |                          |           |                             |

### Intercommunalité
Estérençuby appartient à cinq structures intercommunales :
- la communauté d'agglomération du Pays Basque ;
- le syndicat d'énergie des Pyrénées-Atlantiques ;
- le syndicat de regroupement pédagogique de Saint-Michel et d'Estérençuby, dont elle accueille le siège ;
- le syndicat intercommunal pour l'aménagement et la gestion de l'abattoir de Saint-Jean-Pied-de-Port ;
- le syndicat intercommunal pour le soutien à la culture basque.

## Population et société

### Démographie
L'évolution du nombre d'habitants est connue à travers les recensements de la population effectués dans la commune depuis 1841. Pour les communes de moins de 10 000 habitants, une enquête de recensement portant sur toute la population est réalisée tous les cinq ans, les populations de référence des années intermédiaires étant quant à elles estimées par interpolation ou extrapolation. Pour la commune, le premier recensement exhaustif entrant dans le cadre du nouveau dispositif a été réalisé en 2004.

En 2022, la commune comptait 304 habitants, en évolution de −14,12 % par rapport à 2016 (Pyrénées-Atlantiques : +3,78 %, France hors Mayotte : +2,11 %).
| 1841 | 1846 | 1851 | 1856 | 1861 | 1866 | 1872 | 1876 | 1881 |
| ---- | ---- | ---- | ---- | ---- | ---- | ---- | ---- | ---- |
| 635  | 838  | 888  | 862  | 814  | 802  | 720  | 716  | 719  |

| 1886 | 1891 | 1896 | 1901 | 1906 | 1911 | 1921 | 1926 | 1931 |
| ---- | ---- | ---- | ---- | ---- | ---- | ---- | ---- | ---- |
| 720  | 672  | 634  | 661  | 675  | 679  | 624  | 579  | 746  |

| 1936 | 1946 | 1954 | 1962 | 1968 | 1975 | 1982 | 1990 | 1999 |
| ---- | ---- | ---- | ---- | ---- | ---- | ---- | ---- | ---- |
| 594  | 608  | 545  | 530  | 503  | 512  | 457  | 427  | 382  |

| 2004 | 2006 | 2009 | 2014 | 2019 | 2022 | - | - | - |
| ---- | ---- | ---- | ---- | ---- | ---- | - | - | - |
| 382  | 374  | 358  | 354  | 328  | 304  | - | - | - |

### Enseignement
La commune dispose d'une école élémentaire publique.

## Économie
L'activité est principalement agricole. La commune fait partie de la zone d'appellation de l'ossau-iraty.

## Culture locale et patrimoine
Langues

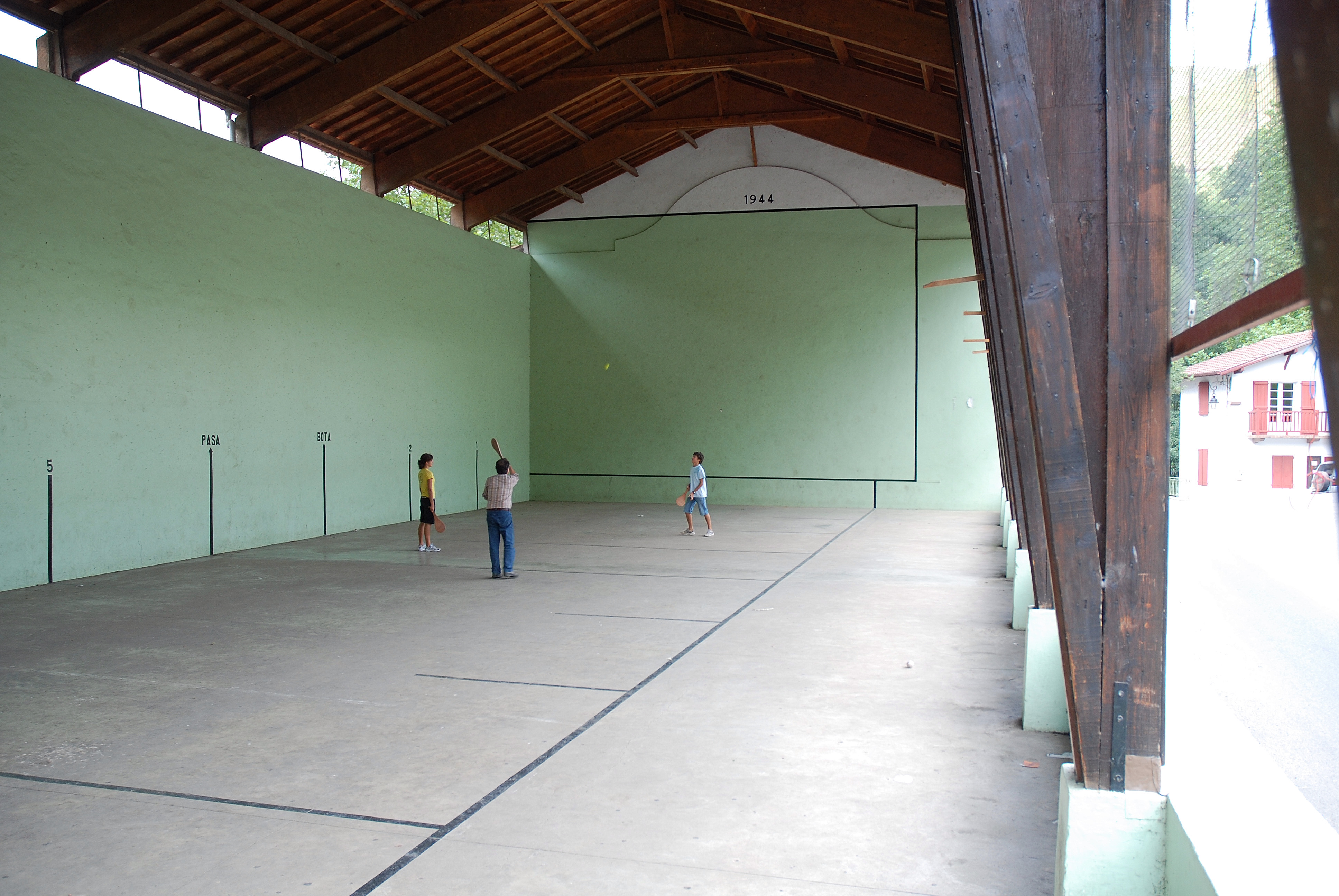
Partie de pelote dans le fronton mur à gauche couvert.

D'après la Carte des Sept Provinces Basques éditée en 1863 par le prince Louis-Lucien Bonaparte, le dialecte basque parlé à Estérençuby est le bas-navarrais oriental.

### Patrimoine civil
La ferme Jauberria date du XIXe siècle.

### Patrimoine religieux
L'église Notre-Dame date du XIXe siècle.
|  |  |  |

## Équipements

### Enseignement
La commune dispose d'une école primaire.

## Personnalités liées à la commune
- Manex Etxamendi (1873-1960), écrivain, maire d'Estérençuby
- Eñaut Etxamendi (1935-), écrivain, chanteur, conteur, enseignant, docteur en Études basques, linguiste, auteur d'un ouvrage sur la langue basque qu'il suggère comme étant d'origine indo-européenne
- Manex Goyhenetche (1942-2004), historien